# Sinagoga Central de Sydney
La Sinagoga Central de Sydney és un temple a Bondi Junction, un suburbi de la ciutat de Sydney, a l'estat de Nova Gal·les del Sud, a Austràlia. Hineni és el moviment juvenil de la sinagoga central de Sydney. La sinagoga és a l'Avinguda Bon Accord, i arriba fins al carrer Kenilworth. Va ser construïda en el lloc on es troba actualment l'any 1960 després d'haver estat inicialment a Paddington i després a Bondi. Fou cremada l'any 1994 per un incendi devastador que va ser causat per una avaria elèctrica. La sinagoga va ser després reconstruïda i reoberta l'any 1998.